# Gu Xiao
Pour les articles homonymes, voir Gu.
Gu Xiao est une nageuse synchronisée chinoise née le 18 mars 1993 à Nankin. Elle remporte la médaille d'argent du ballet aux Jeux olympiques d'été de 2016 à Rio de Janeiro.